# フルムーン旅情ミステリー
フルムーン旅情ミステリー（フルムーンりょじょうミステリー）は、日本テレビの火曜サスペンス劇場で放送されていたシリーズの一つである。
1989年にJRのフルムーンキャンペーンとのタイアップでこのシリーズが製作された。
原作の1作目・2作目は内田康夫が製作したが、3作目以降は内田が多忙の為、急遽脚本家である小木曽豊斗へ変更、作者変更により主人公夫妻の登場人物名も変わった。
最終作となった第9作はフルムーンキャンペーンのイメージキャラクターが二谷英明・白川由美夫妻から加山雄三・松本めぐみ夫妻に変更になったため、急遽シリーズ名も「四季旅情ミステリー」へ変更された。
内田康夫が原作のシリーズ第1作『湯布院殺人事件』が渡瀬恒彦と名取裕子の主演でフジテレビ系列『金曜プレステージ』にて2010年11月19日に放映された。

## キャスト
和泉直人（第1作・第2作） → 中井公平（第3作 - 第9作）
演 - 二谷英明
元・東都大学法学部社会心理学科教授、専攻は法哲学（第1作・第2作）。心理学教授、肩書は元・東都大学法学部社会心理学科教授（第3作 - 第9作）。原作では大学内の汚職に抗議しての辞職。ドラマでは辞職の経緯には触れず。
著書は辞職後執筆した「離婚の法律」　　　　　　　　　　　　　　　　　　　　　　　　　　　　　　　　　　　　　
和泉麻子（第1作・第2作） → 中井彩子（第3作 - 第9作）
演 - 白川由美
和泉の恩師の一人娘であったが、恩師宅で行われた飲み会で意気投合し結婚。原作での性格は和泉曰く「お人よし」。ドラマでは和泉が「お人よし」である。

### ゲスト
第1作『湯布院殺人事件』（1989年）
- 内藤武敏、金子信雄、二宮さよ子、島村佳江、玉井美香、西田健、河西健司、西沢利明、竹井みどり、北林早苗、布施優一郎、河野智是、若尾延子、秋吉一美、岩男淳一郎、秋吉左近

第2作『みちのく殺人事件』（1990年）
- 荻野目慶子、加納竜、山谷初男、横光克彦、一色彩子、青島健介、友金敏雄、原田和哉、堤勝巳、ドーリー、山岡博一、笠原俊也、森朝子、河辺浩、川島一平、江角英明

第3作『能登半島殺人事件』（1991年）
- 島かおり、七瀬なつみ、工藤堅太郎、白川和子、大林丈史、小沢仁志、森朝子、小山陽子、間明万美子、原あゆこ、河辺浩、原一二三、堀美樹、篠田久美、秋沢秀介、菅野達也、掛田誠

第4作『遠い記憶』（1991年）
- 磯村みどり、穂積隆信、左時枝、西田健、中村銀次、北原佐和子、夏夕介、柳川慶子、小野沢智子、香住美弥子、菅野達也、藤井テツオ、アニー号、河辺浩、大川万裕子

第5作『やさしい嘘』（1991年）
- 火野正平、岩本多代、浅利香津代、平泉成、安永亜衣、西山浩司、奥久俊樹、森朝子、大島光幸、三輪優子、田辺智恵、伊藤敏八、千葉房子、面耒康子、面耒涼、加藤祐一、伊藤妙子、千葉昭夫、不破万作、大出俊

第6作『断崖』（1992年）
- 秋本奈緒美、川津祐介、仁藤優子、大橋吾郎、加藤善博、横光克彦、伊東知則、川島一平、速水典子、菅野達也、黒正浩子、岩崎莉加

第7作『冬の風鈴』（1993年）
- 浅田美代子、風祭ゆき、金沢碧、草薙幸二郎、橘雪子、真継玉青、小野進也、菅野達也、近松敏夫、石川裕喜、中嶋優希、榎木兵衛、小倉雄三、浅見小四郎、川島一平

第8作『風の囁き』（1993年）
- 左時枝、香坂みゆき、岡本麗、江藤漢、西田健、村田雄浩、頭師孝雄、清水章吾、絵沢萠子、斉藤暁、菅野達也、隈井士門、林優枝、西山博、西山剛、西山譲、梶原泰治、郡司孝志、芳賀直義

第9作『空の階段』（1993年）
- 村田雄浩、根岸季衣、美保純、立石凉子、河原崎建三、斉藤洋介、粟津號、石井愃一、大塚和明、須貝道信、古閑雄二、山田文、夏夕介

## スタッフ
- 原作 - 内田康夫（第1作・第2作）
- 原案 - 小木曽豊斗（第3作 - 第9作）
- 脚本 - 布勢博一、松木ひろし、下村優、小木曽豊斗、渡辺善則
- 監督 - 斎藤光正、鷹森立一、前田陽一
- 音楽 - 佐藤允彦（第1作・第4作 - 第6作）、高橋洋一（第2作・第3作）、大谷和夫（第7作）、福井峻（第8作・第9作）
- 企画 - 小坂敬（日本テレビ）
- プロデューサー - 田辺昌一（日本テレビ）、石川洋、大木舜二、川上秀次郎
- 制作 - 日本テレビ
- 製作・著作 - プロジェクト・エー

## 放送日程
| 話数 | 放送日         | タイトル         | 原作・原案                       | 脚本                | 監督     | 視聴率 |
| ---- | -------------- | ---------------- | -------------------------------- | ------------------- | -------- | ------ |
| 1    | 1989年09月19日 | 湯布院殺人事件   | 原作：内田康夫『湯布院殺人事件』 | 布勢博一            | 斎藤光正 | 26.5%  |
| 2    | 1990年05月22日 | みちのく殺人事件 | 原作：内田康夫                   | 松木ひろし 下村優   | 鷹森立一 | 20.3%  |
| 3    | 1991年01月08日 | 能登半島殺人事件 | 原案：小木曽豊斗                 | 布勢博一            | 鷹森立一 | 19.2%  |
| 4    | 7月02日        | 遠い記憶         | 原案：小木曽豊斗                 | 布勢博一            | 斎藤光正 | 20.6%  |
| 5    | 11月12日       | やさしい嘘       | 原案：小木曽豊斗                 | 布勢博一 小木曽豊斗 | 斎藤光正 | 16.0%  |
| 6    | 1992年04月28日 | 断崖             | 原案：小木曽豊斗                 | 布勢博一 小木曽豊斗 | 鷹森立一 | 18.5%  |
| 7    | 1993年02月13日 | 冬の風鈴         | 原案：小木曽豊斗                 | 渡辺善則            | 前田陽一 | 20.7%  |
| 8    | 8月03日        | 風の囁き         | 原案：小木曽豊斗                 | 渡辺善則            | 木下亮   | 19.6%  |
| 9    | 12月14日       | 空の階段         | 原案：小木曽豊斗                 | 渡辺善則            | 木下亮   | 15.6%  |